# Лучик (деревня)
Лу́чик — деревня в Игринском районе Удмуртии. Входит в состав Факельского сельского поселения.

## География
Деревня находится недалеко от реки Лучик, на расстоянии 5 км к северу от посёлка Игра, административного центра района.

## Население
| 2010 | 2012 |
| ---- | ---- |
| 69   | ↗74  |

## Улицы
В деревне имеются две улицы: Центральная и Хуторская.